# Limburger Oktoberfest
Das Limburger Oktoberfest ist eines der größten Volksfeste Mittelhessens und zählt jährlich etwa 50.000 Besucher.

## Ablauf
Das Limburger Oktoberfest findet über den dritten Sonntag, von Freitag bis Dienstag im Oktober statt. Seit 2012 wurde die Dauer erstmals um einen Festtag auf sechs erweitert, dies gilt nur für die Halle, die schon Donnerstagabend öffnet, der Platz öffnet traditionell erst am Freitagnachmittag. Der offizielle Bieranstich erfolgt Freitagabend.
Das Fest findet auf dem etwa 1,3 Hektar großen Marktplatz in der Ste-Foy-Straße in Limburg an der Lahn statt.

## Geschichte
Das erste Oktoberfest fand 1950 statt. Initiatoren waren diverse Schausteller.
Das Fest trat damit die Nachfolge des Dickericher Marktes an. Dieser Markt mit Volksfest war bis in die 1930er das große Fest in der Region, fand in der Zeit des Nationalsozialismus aber ein Ende.
Die Halle hat seit 2011 einen neuen Festwirt, der sich an Gestaltung und Programm verstärkt am Münchener Original orientiert.
Heute gehört das Limburger Oktoberfest zu einem der größten Volksfeste in Hessen. Das Fest wird von rund 50 Beschickern gestaltet und bietet eine Festhalle.